# Campeonato Sul-Americano de Futebol Sub-15 de 2007
O Campeonato Sul-Americano de Futebol Sub-15 de 2007 foi a terceira edição do campeonato disputado por jogadores com até 15 anos de idade. Realizou-se no Brasil, nas cidades gaúchas de Porto Alegre e Bento Gonçalves, entre os dias 27 de outubro e 11 de novembro.
A primeira edição do campeonato sub-15 foi realizado no Paraguai, em 2004, e a equipe local ficou com o título ao superar a Colômbia na final. A segunda edição foi disputada em 2005, e o Brasil conquistou o campeonato sobre a Argentina na Bolívia.
Nesta edição o título ficou novamente com o Brasil ao superar o Uruguai na fase final pela diferença no saldo de gols (4 contra 3). Com duas vitórias na última fase, os uruguaios só precisavam de um empate contra a Argentina na última rodada para sagrarem-se campeões. Acabaram derrotados por 2 a 1 e beneficiaram os brasileiros que ultrapassaram a equipe com a goleada sobre o Chile (3 a 0).

## Fórmula de disputa
O Campeonato Sul-Americano sub-15 é disputado em duas fases. Na primeira as dez equipes integrantes da Confederação Sul-Americana de Futebol são divididas em dois grupos de cinco equipes, com as duas melhores de cada grupo avançado a fase seguinte. Na fase final as quatro equipes classificados diputarão um quadrangular com todos contra todos, sagrando-se campeã a equipe com o maior número de pontos ao final do quadrangular.

## Primeira fase

### Grupo A
| Pos | Seleções  | Pts | J | V | E | D | GP | GC | SG |
| --- | --------- | --- | - | - | - | - | -- | -- | -- |
| 1   | Brasil    | 9   | 4 | 3 | 0 | 1 | 9  | 5  | +4 |
| 2   | Uruguai   | 6   | 4 | 2 | 0 | 2 | 9  | 5  | +4 |
| 3   | Venezuela | 6   | 4 | 2 | 0 | 2 | 7  | 7  | 0  |
| 4   | Equador   | 6   | 4 | 2 | 0 | 2 | 8  | 10 | -2 |
| 5   | Peru      | 3   | 4 | 1 | 0 | 3 | 6  | 12 | -6 |

| 27 de Outubro de 2007 17:00 UTC-3 | Uruguai                                  | 3 – 0     | Venezuela | Estádio Passo D'Areia, Porto Alegre |
|                                   | Mezquida 11' · Brugman 23' · Polenta 39' | Relatório |           | Árbitro: Saúl Laverni ARG           |

| 27 de Outubro de 2007 19:00 UTC-3 | Brasil | 0 – 3     | Peru | Estádio Passo D'Areia, Porto Alegre |
|                                   |        | Relatório |      | Árbitro: Óscar Maldonado BOL        |

| 29 de Outubro de 2007 17:00 UTC-3 | Peru | 0 – 4     | Uruguai                                              | Estádio Passo D'Areia, Porto Alegre |
|                                   |      | Relatório | Mezquida 16' · Barreto 21' (pen), 84' · Gallegos 54' | Árbitro: Carlos Galeano PAR         |

| 29 de Outubro de 2007 19:00 UTC-3 | Brasil                                                      | 5 – 0     | Equador | Estádio Passo D'Areia, Porto Alegre |
|                                   | Coutinho 14', 90+1' · Eron 24' · Gérson 65' · Guilherme 86' | Relatório |         | Árbitro: Saúl Laverni ARG           |

| 31 de Outubro de 2007 17:00 UTC-3 | Venezuela                             | 3 – 2     | Peru                  | Estádio Passo D'Areia, Porto Alegre |
|                                   | C. Suárez 34', 43' · Aristeguieta 35' | Relatório | Rey 20' · Arriaga 69' | Árbitro: Federico Beligoy ARG       |

| 31 de Outubro de 2007 19:00 UTC-3 | Equador                           | 3 – 1     | Uruguai    | Estádio Passo D'Areia, Porto Alegre |
|                                   | Celi 14' · Soto 62' · Fuertes 90' | Relatório | Chagas 30' | Árbitro: Óscar Maldonado BOL        |

| 2 de Novembro de 2007 18:15 UTC-3 | Brasil                     | 2 – 1     | Venezuela       | Centro Esportivo da PUCRS, Porto Alegre |
|                                   | Gérson 60' · Guilherme 75' | Relatório | Aristeguieta 1' | Árbitro: Carlos Galeano PAR             |

| 2 de Novembro de 2007 20:15 UTC-3 | Peru    | 1 – 5     | Equador                                                   | Centro Esportivo da PUCRS, Porto Alegre |
|                                   | Rey 19' | Relatório | Ordóñez 62' · Celi 66' · de la Cruz 68' · Romero 76', 87' | Árbitro: Federico Beligoy ARG           |

| 4 de Novembro de 2007 18:00 UTC-3 | Venezuela                                  | 3 – 0     | Equador | Centro Esportivo da PUCRS, Porto Alegre |
|                                   | Aristeguieta 4' · Zambrano 54' · Matos 57' | Relatório |         | Árbitro: Óscar Maldonado BOL            |

| 4 de Novembro de 2007 20:00 UTC-3 | Brasil                      | 2 – 1     | Uruguai     | Centro Esportivo da PUCRS, Porto Alegre |
|                                   | Wellington 27' · Felipe 31' | Relatório | Brugman 26' | Árbitro: Saúl Laverni ARG               |

### Grupo B
| Pos | Seleções  | Pts | J | V | E | D | GP | GC | SG |
| --- | --------- | --- | - | - | - | - | -- | -- | -- |
| 1   | Chile     | 8   | 4 | 2 | 2 | 0 | 6  | 4  | +2 |
| 2   | Argentina | 6   | 4 | 1 | 3 | 0 | 7  | 6  | +1 |
| 3   | Bolívia   | 5   | 4 | 1 | 2 | 1 | 4  | 4  | 0  |
| 4   | Colômbia  | 3   | 4 | 0 | 3 | 1 | 5  | 6  | -1 |
| 5   | Paraguai  | 2   | 4 | 0 | 2 | 2 | 6  | 8  | -2 |

| 28 de Outubro de 2007 17:00 UTC-3 | Colômbia                        | 2 – 2     | Paraguai                       | Parque Esportivo Montanha dos Vinhedos, Bento Gonçalves |
|                                   | Macuace 34' (pen) · Peralta 67' | Relatório | Giménez 50' · Cañete 80' (pen) | Árbitro: Djalma Beltrame BRA                            |

| 28 de Outubro de 2007 19:00 UTC-3 | Argentina     | 1 – 1     | Bolívia    | Parque Esportivo Montanha dos Vinhedos, Bento Gonçalves |
|                                   | Quintulén 12' | Relatório | Parada 38' | Árbitro: Gustavo Siegler URU                            |

| 30 de Outubro de 2007 17:00 UTC-3 | Chile                                | 2 – 1     | Colômbia    | Parque Esportivo Montanha dos Vinhedos, Bento Gonçalves |
|                                   | F. Fernández 44' (pen) · Salinas 52' | Relatório | Peralta 20' | Árbitro: Daniel Salazar ECU                             |

| 30 de Outubro de 2007 19:00 UTC-3 | Argentina              | 2 – 1     | Paraguai | Parque Esportivo Montanha dos Vinhedos, Bento Gonçalves |
|                                   | Ameli 69' · Suárez 77' | Relatório | Báez 9'  | Árbitro: Percy Rojas PER                                |

| 1 de Novembro de 2007 17:00 UTC-3 | Paraguai               | 2 – 3     | Bolívia                             | Parque Esportivo Montanha dos Vinhedos, Bento Gonçalves |
|                                   | Acuña 61' · Cañete 70' | Relatório | Álvarez 45' · Méndez 51' · Peña 73' | Árbitro: Djalma Beltrame BRA                            |

| 1 de Novembro de 2007 19:00 UTC-3 | Argentina                 | 2 – 2     | Chile                   | Parque Esportivo Montanha dos Vinhedos, Bento Gonçalves |
|                                   | Martínez 30' · Aubone 66' | Relatório | Carrasco 5' · Jaude 26' | Árbitro: Mayker Gómez VEN                               |

| 3 de Novembro de 2007 17:00 UTC-3 | Colômbia | 0 – 0     | Bolívia | Parque Esportivo Montanha dos Vinhedos, Bento Gonçalves |
|                                   |          | Relatório |         | Árbitro: Daniel Salazar ECU                             |

| 3 de Novembro de 2007 19:00 UTC-3 | Paraguai  | 1 – 1     | Chile            | Parque Esportivo Montanha dos Vinhedos, Bento Gonçalves |
|                                   | Gómez 51' | Relatório | F. Fernández 14' | Árbitro: Gustavo Siegler URU                            |

| 5 de Novembro de 2007 17:00 UTC-3 | Chile                  | 1 – 0     | Bolívia | Parque Esportivo Montanha dos Vinhedos, Bento Gonçalves |
|                                   | F. Fernández 79' (pen) | Relatório |         | Árbitro: Percy Rojas PER                                |

| 5 de Novembro de 2007 19:00 UTC-3 | Argentina                    | 2 – 2     | Colômbia                   | Parque Esportivo Montanha dos Vinhedos, Bento Gonçalves |
|                                   | Balbuena 37' · Espíndola 90' | Relatório | Santa 71' (pen) · Watt 89' | Árbitro: Djalma Beltrame BRA                            |

## Fase final
| Pos | Seleções  | Pts | J | V | E | D | GP | GC | SG |
| --- | --------- | --- | - | - | - | - | -- | -- | -- |
| 1   | Brasil    | 6   | 3 | 2 | 0 | 1 | 7  | 3  | +4 |
| 2   | Uruguai   | 6   | 3 | 2 | 0 | 1 | 6  | 3  | +3 |
| 3   | Argentina | 3   | 3 | 1 | 0 | 2 | 3  | 6  | -3 |
| 4   | Chile     | 3   | 3 | 2 | 0 | 1 | 2  | 6  | -4 |

| 7 de novembro de 2007 16:30 UTC-3 | Chile | 0 – 3     | Uruguai                          | Parque Esportivo Montanha dos Vinhedos, Bento Gonçalves |
|                                   |       | Relatório | Mezquida 35', 54' · Gallegos 71' | Árbitro: Mayker Gómez VEN                               |

| 7 de novembro de 2007 18:30 UTC-3 | Brasil                                | 3 – 1     | Argentina   | Parque Esportivo Montanha dos Vinhedos, Bento Gonçalves |
|                                   | Felipe 7' · Gérson 22' · Fernando 50' | Relatório | Rotondi 76' | Árbitro: Carlos Galeano PAR                             |

| 9 de novembro de 2007 17:00 UTC-3 | Brasil         | 1 – 2     | Uruguai                    | Estádio Passo D'Areia, Porto Alegre |
|                                   | Wellington 35' | Relatório | Gallegos 22' · Polenta 44' | Árbitro: Daniel Salazar ECU         |

| 9 de novembro de 2007 19:00 UTC-3 | Chile                         | 2 – 0     | Argentina | Estádio Passo D'Areia, Porto Alegre |
|                                   | Valenzuela 26' · González 78' | Relatório |           | Árbitro: Óscar Maldonado BOL        |

| 11 de novembro de 2007 18:00 UTC-3 | Brasil                                                 | 3 – 0     | Chile | Estádio Passo D'Areia, Porto Alegre |
|                                    | Felipe 36' · Belchior 58' (pen) · Matheus Carvalho 88' | Relatório |       | Árbitro: Carlos Galeano PAR         |

| 11 de novembro de 2007 20:00 UTC-3 | Uruguai      | 1 – 2     | Argentina                  | Estádio Passo D'Areia, Porto Alegre |
|                                    | Mezquida 20' | Relatório | Sosa 5' (pen) · Aubone 57' | Árbitro: Daniel Salazar ECU         |

| Campeonato Sul-Americano Sub-15 de 2007 |
| --------------------------------------- |
| BRASIL Campeão (2º título)              |